# British spotted pony
British spotted pony är en liten hästras av ponnytyp som härstammar från England där den har existerat i flera tusen år, med en bakgrund som vildhäst i de brittiska skogarna. Dess främsta kännetecken är färgen som alltid är tigrerad, det vill säga prickig i olika varianter. Det finns ponnyer som är så små som 80 centimeter i mankhöjd och ända upp till högsta tillåtna mankhöjden för ponny 148 centimeter. Förr fanns även en större hästvariant som numera räknas inom rasen appaloosa. Trots sitt historiska ursprung och den ovanliga färgen är rasen idag väldigt ovanlig och finns enbart i cirka 800 registrerade exemplar.

## Historia
Den brittiska prickiga ponnyn har funnits i England sedan urminnes tider och den prickiga pälsen fungerade som kamouflage för hästarna som då levde vilt i skogarna. Grottmålningar av prickiga ponnyer har hittats i Storbritannien och i Frankrike som daterats ända tillbaka till stenåldern. Det har även dykt upp i målningar och teckningar under flera århundraden på just tigrerade hästar, och bland annat var den berömda spanska hästen känd för att kunna vara tigrerad och blev därför populär på grund av det. 
På grund av sin ovanliga färg var även de brittiska prickiga ponnyerna populära och såldes för enorma summor och användes både som ridhästar, krigshästar, inom jordbruket och som transporthäst. I ett dokument från 1298 berättas det att kung Edvard I höll sig med ett stort antal prickiga hästar som hämtats från skogarna i England.  
Efter att alla de brittiska ponnyerna helt domesticerades förädlade man de prickiga ponnyerna något med olika europeiska hästraser i hopp om att föra den prickiga färgen vidare samtidigt som man fick mer användbara hästar. Romarna hade med sig sina stridshästar varav de prickiga, som hade sitt ursprung i den spanska hästen, användes för att förädla ponnyerna, samt för att fixera den tigrerade färgen. Även hästar som var gåvor från de många kungliga familjerna i Europa avlades in i rasen. En målning från mitten av 1800-talet visade en dam, som man tror föreställer drottning Viktoria av Storbritannien, körandes en kärra med en prickig häst som dragare och en prickig dalmatinerhund springande bakom. 

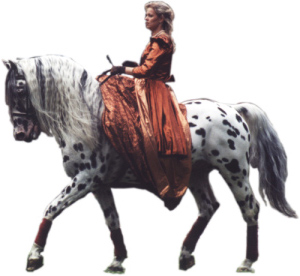
En häst av rasen Knabstrup som använts för att förbättra britishspottedpony

År 1947 startades rasens avelsförening The British Spotted Horse and Pony Society för att registrera och bevara rasen. Under den här tiden fanns både ponnyer och stora hästar som registrerades i föreningen. Under 1960-talet importerade föreningen även en annan prickig hästras från Danmark, knabstrupern ,för att fixera den tigrerade färgen ytterligare. Men 1976 splittrades föreningen i två. Ponnyerna behöll sin rasbeteckning i föreningen The British Spotted Pony Society medan föreningen för de stora hästarna betecknades som British Appaloosa Society och idag kallas de stora hästarna för brittisk appaloosa och håller på att fixeras som en egen ras. 
Efter andra världskriget hade intresset för rasen vaknat över hela världen och många hästar exporterades till Australien, USA, Kanada, Nederländerna, Tyskland och Frankrike. Men avelsföreningarna satte stopp för exporten under 1970-talet då man märkte att många av de bästa stona och hingstarna försvann på grund av den otroliga efterfrågan från omvärlden. I dag finns cirka 800 registrerade ponnyer i stamboken men man tror att det finns betydligt många fler exemplar som inte registrerats på grund av att de inte uppfyllt rasstandarden. 

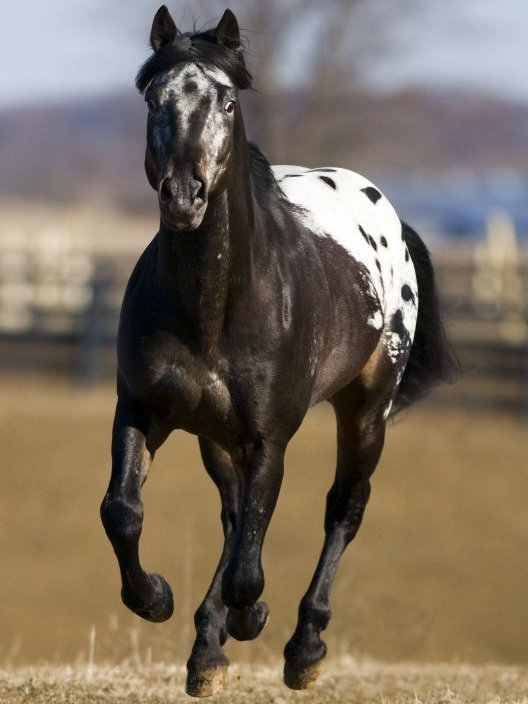
Den stora brittiska prickiga hästen försvann in i denna prickiga hästras, appaloosa

## Egenskaper
British spotted pony utmärks främst av sin tigrerade färg som kommer i många varianter från nästan helfärgad med enstaka prickar till ett "täcke" över ryggen och många andra kombinationer. Men stora ojämna fläckar som hos skäckarna är inte tillåtet. Ett måste är tydligt synliga ögonvitor och rosa, marmorerad hud på mulen, runt ögonen och inne i öronen. Hovarna måste även vara randiga. 
Rasen är en ponny med tydlig karaktär av en sådan och de flesta exemplar håller hög kvalitet. Ponnyn är tålig mot väder och vind och är väldigt aktiva. Höjden kan variera från ynka 80 centimeter i mankhöjd och ända upp till 148 cm och de finns även i cobtyp, en liten kraftigare ridponny. Men de minsta exemplaren är de som är mest populära och säljs då ofta som utställnings- och sällskapsdjur som även kan köras. Rasen är dock inte lätt att avla då chanserna att två tigrerade hästar får ett föl som är tigrerat inte är en självklarhet utan fölet kan lika väl bli helfärgat. Många tigrerade hästar registreras inte heller om de t.ex. saknar tydliga ögonvitor eller randiga hovar. 
I dag används de minsta ponnyerna mest i utställningar och hästshower. De större ponnyerna är populära som ridponnyer för barn och även som cirkushästar. 